# Петрово (Палехский район)
Петро́во — деревня в Палехском районе Ивановской области. Входит в Пеньковское сельское поселение.

## География
Находится в восточной части Палехского района, в 21,7 километрах к северо-востоку от Палеха (23,6 км по автодорогам).

## Население
| 1859 | 1905 | 2010 |
| ---- | ---- | ---- |
| 77   | ↗94  | ↘10  |